# Бангура, Абдулай
Абдулай Бангура (фр. Abdoulaye Bangoura, род. 27 мая 2000, Конакри) — гвинейский шоссейный велогонщик.

## Карьера
Летом 2017 года принял участие во Франкофонских играх где выступил в групповой гонке, не смог финишировать. В декабре того же года стал третьим на Туре Гвинеи. В 2018 году занял пятое место пятым на Туре Сахеля
В 2019 году принял участи в Африканских играх 2019 где выступил в групповой и индивидуальной гонках. Стартовал также на Туре Сенегала в рамках Африканского тура UCI и Туре Кот-д’Ивуара.
В 2021 году выступил на Чемпионате Африки по шоссейному велоспорту.

## Достижения
2017
3-й на Тур Гвинеи
2018
5-й на Тур Сахеля